# 대한민국의 천연보호구역
대한민국의 천연보호구역은 11개소로 대한민국의 천연기념물로 지정되어 관리되고 있다.

## 천연보호구역 세부현황
| 연번 | 천연기념물 지정번호 | 지정명칭                   | 소재지                                                                    | 관리자 (단체)                 | 지정일자         | 참조 | 비고     |
| 1    | 170호               | 홍도천연보호구역           | 전남 신안군 흑산면 홍도리 1외                                             | 신안군                        | 1965년 4월 7일   |      |          |
| 2    | 171호               | 설악산천연보호구역         | 강원 속초시, 인제군, 양양군, 고성군 일부                                  | 강원도, 대한불교조계종 신흥사 | 1965년 11월 5일  |      |          |
| 3    | 182호               | 한라산천연보호구역         | 제주 제주시, 서귀포시                                                     | 제주특별자치도                | 1966년 10월 12일 |      |          |
| 4    | 246호               | 대암산·대우산 천연보호구역 | 강원 양구군 동면 일부, 강원 인제군 서화면 일부 및 북면 일부               | 강원도                        | 1973년 7월 10일  |      | 공개제한 |
| 5    | 247호               | 향로봉·건봉산 천연보호구역 | 강원 인제군 서화면 일부, 강원 고성군 수동면 일부, 강원 고성군 간성읍 일부 | 강원도                        | 1973년 7월 10일  |      | 공개제한 |
| 6    | 336호               | 독도천연보호구역           | 경북 울릉군 울릉읍 독도리(독도일원)                                       | 울릉군                        | 1982년 11월 20일 |      | 공개제한 |
| 7    | 420호               | 성산일출봉천연보호구역     | 제주 서귀포시 성산읍 성산리 1번지 등                                      | 제주특별자치도                | 2000년 7월 18일  |      |          |
| 8    | 421호               | 문섬·범섬 천연보호구역     | 제주 서귀포시 서귀동 산4번지 및 법환동 산1-3번지 등                       | 제주특별자치도                | 2000년 7월 18일  |      | 공개제한 |
| 9    | 422호               | 차귀도천연보호구역         | 제주 제주시 한경면 고산리 산34번지 등                                     | 제주특별자치도                | 2000년 7월 18일  |      |          |
| 10   | 423호               | 마라도천연보호구역         | 제주 서귀포시 대정읍 가파리 580 등                                        | 제주특별자치도                | 2000년 7월 18일  |      |          |
| 11   | 524호               | 창녕우포늪천연보호구역     | 경남 창녕군 유어면, 이방면, 대합면 일원                                   | 창녕군                        | 2011년 1월 13일  |      |          |